# Rheocricotopus atripes
Rheocricotopus atripes är en tvåvingeart som först beskrevs av Jean-Jacques Kieffer 1913.  Rheocricotopus atripes ingår i släktet Rheocricotopus och familjen fjädermyggor. Arten har ej påträffats i Sverige. Inga underarter finns listade i Catalogue of Life.